# Florent Van Roelen

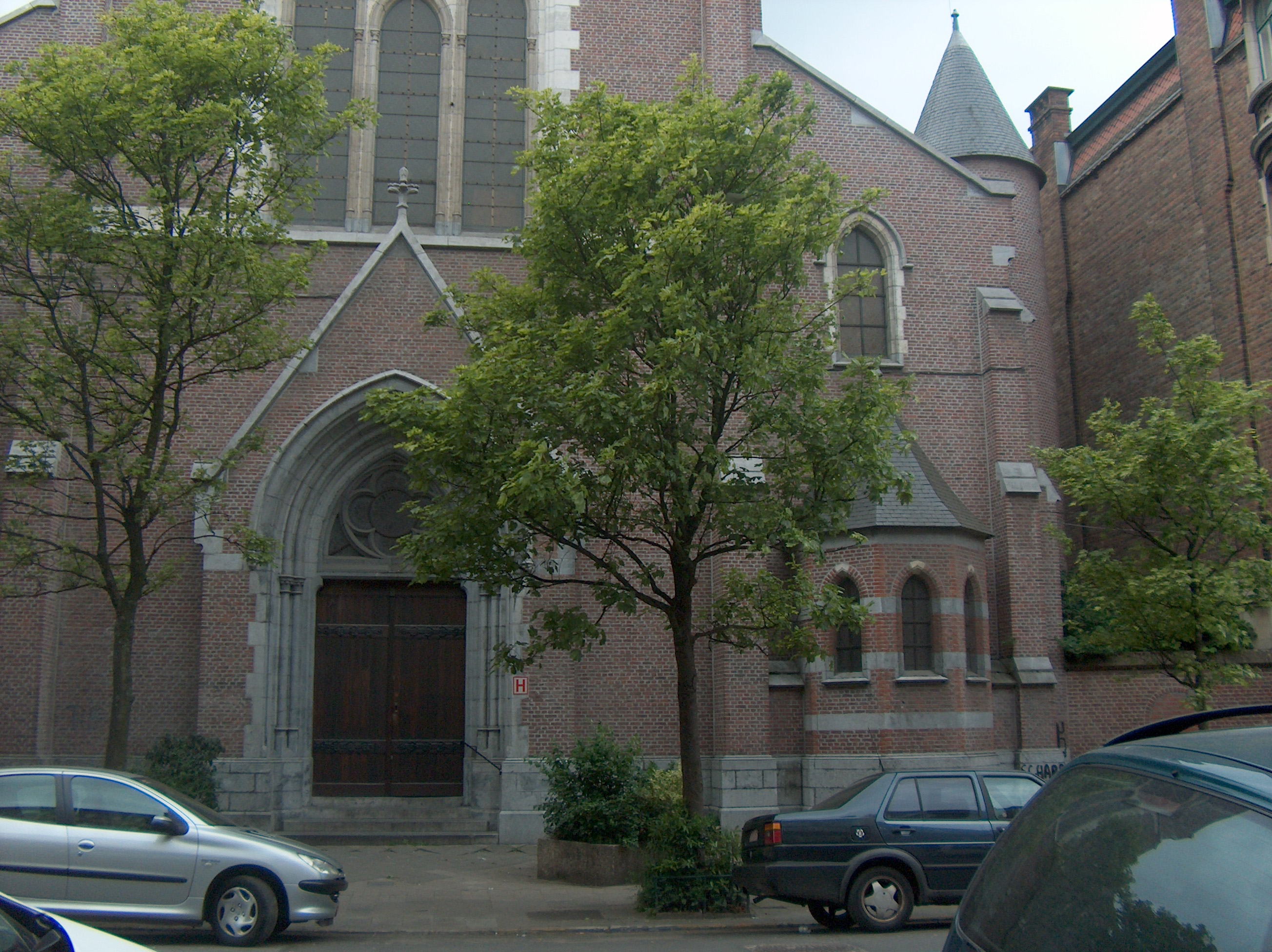
Église Sainte-Élisabeth à Schaerbeek par Florent Van Roelen.

Florent Van Roelen, est un architecte actif à Bruxelles de la fin du XIXe siècle au début du XXe.
Il était membre de la Société royale d'archéologie de Bruxelles.
Il est l'auteur de l'église Sainte-Élisabeth à Schaerbeek, de l’agrandissement de l'église d'Erps-Kwerps et de nombreuses maisons bruxelloises.

## Ses constructions
- 1897 : agrandissement de l'église d'Erps-Kwerps, avec ornement en sgaffite, Saint-Pierre (1898), par Gabriel Van Dievoet[1].
- 1897 : maison rue de Comines, avec ornement en sgraffites (lys) de Gabriel Van Dievoet.
- 1897 : rue Van Helmont, 7-11, Bruxelles, maison plurifamiliale de style éclectique.
- 1898 : maison de Monsieur Day, Montagne aux Herbes Potagères à Bruxelles, avec ornements en sgraffites (narcisses) de Gabriel Van Dievoet.
- 1901 : rue Jacques Jordaens 32, Hôtel particulier de style néo-Renaissance flamande signé « F.L. Van Roelen Architecte ».
- 1913 à 1916 : église néo-gothique Sainte-Élisabeth, rue Portaels, à Schaerbeek.